# Rosaria Aiello
Rosaria Aiello (* 12. Mai 1989 in Catania) ist eine ehemalige italienische Wasserballspielerin. Sie war Olympiazweite 2016, Weltmeisterschaftsdritte 2015 sowie Europameisterin 2012 und Europameisterschaftsdritte 2016.

## Sportliche Karriere
Die Defensivspezialistin Rosaria Aiello gehörte mit Unterbrechungen von 2009 bis 2021 zur italienischen Nationalmannschaft. Ihre erste internationale Medaille erhielt sie bei der Europameisterschaft 2012 in Eindhoven. Die Italienerinnen belegten in der Vorrunde den zweiten Platz hinter den Griechinnen. Im Viertelfinale besiegten sie die Niederländerinnen nach Penaltyschießen. Nach einem 13:12-Halbfinalsieg über die Russinnen trafen die Italienerinnen im Finale wieder auf die Griechinnen und gewannen mit 13:10.
2013 unterlagen die Italienerinnen bei der Weltmeisterschaft in Barcelona im Achtelfinale der griechischen Mannschaft nach Penaltyschießen. Im Jahr darauf bei der Europameisterschaft 2014 in Budapest unterlagen die Italienerinnen im Halbfinale den Niederländerinnen nach Penaltyschießen. Im Spiel um den dritten Platz unterlagen die Italienerinnen den Ungarinnen mit 9:10. Aiello steuerte insgesamt einen Treffer bei. Bei der Weltmeisterschaft 2015 in Kasan gewannen die Italienerinnen im Viertelfinale mit 9:6 gegen die Griechinnen. Nach einer Halbfinalniederlage gegen die Niederländerinnen im Penaltyschießen trafen die Italienerinnen im Spiel um den dritten Platz auf die Australierinnen und siegten nach Penaltyschießen. Aiello warf zwei ihrer fünf Turniertore im Spiel um den dritten Platz.
Anfang 2016 fand in Belgrad die Europameisterschaft statt. Die Italienerinnen unterlagen im Halbfinale den Ungarinnen, gewannen aber das Spiel um den dritten Platz mit 10:9 gegen die Spanierinnen. Bei den Olympischen Spielen 2016 in Rio de Janeiro gewannen die Italienerinnen ihre Vorrundengruppe, wobei Aiello eins der 27 Tore warf. Beim Viertelfinalsieg gegen die Chinesinnen steuerte Aiello ebenfalls einen Treffer bei. Im Halbfinale beim 12:9 gegen die Russinnen warf sie kein Tor. Im Finale siegte das Team aus den Vereinigten Staaten mit 12:5. 2017 bei der Weltmeisterschaft in Budapest unterlagen die Italienerinnen im Viertelfinale den Russinnen und belegten letztlich den sechsten Platz. 2018 gewann Aiello mit dem italienischen Team die Silbermedaille bei den Mittelmeerspielen in Tarragona. Kurz darauf fand in Barcelona die Europameisterschaft 2018 statt. Die Italienerinnen unterlagen im Viertelfinale den Ungarinnen und belegten in den Platzierungsspielen den sechsten Platz. Aiello warf in acht Spielen insgesamt sieben Tore. 2019 bei der Weltmeisterschaft in Gwangju verloren die Italienerinnen erneut das Viertelfinale gegen die Ungarinnen und erreichten wieder den sechsten Platz.
Im Verein spielte Aiello acht Jahre bei Associazione Sportiva Orizzonte Catania. Mit diesem Verein gewann sie drei italienische Meistertitel 2011, 2019 und 2021. Vor Catania war Aiello bei CC Ortigia und von 2014 bis 2017 spielte sie für Waterpolo Messina.